# Mairos
Mairos is een plaats (freguesia) in de Portugese gemeente Chaves en telt 359 inwoners (2001).